# Adidas Jabulani

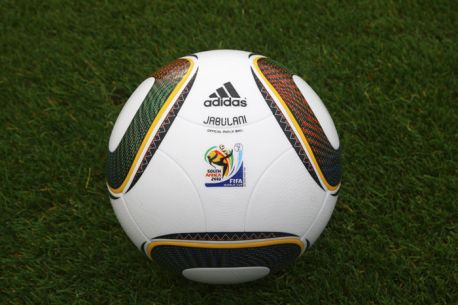
Il Jabulani, pallone ufficiale del Mondiale Sudafricano 2010

L'Adidas Jabulani è stato il pallone ufficiale del campionato mondiale di calcio 2010 in Sudafrica.Il Pallone Jabulani è stato anche molto odiato dai calciatori perché era imprevedibile la traiettoria del tiro,proprio perché un normale pallone ha la forma"imperfetta"o meglio un"Icocaedro troncato"composto da 32 facce.l'Adidas Jabulani era sferico cambiando così la traiettoria del tiro. 

## Caratteristiche

### Specifiche tecniche
Progettato in Gran Bretagna, il pallone è costruito utilizzando un nuovo design, composto da 8 pannelli tridimensionali, che lo rendono topologicamente equivalente a un tetraedro troncato, in luogo dei 14 di Teamgeist, impiegato ai mondiali 2006. La superficie della sfera è strutturata con scanalature, una tecnologia sviluppata da Adidas chiamata GripnGroove che dovrebbe migliorare l'aerodinamica del pallone. I pannelli sono sfericamente modellati e realizzati in etilene vinil acetato (EVA) e poliuretani termoplastici (TPU). I palloni sono prodotti in Cina, utilizzando camere d'aria in lattice fabbricate in India, poliuretani termoplastici elastomeri da Taiwan, etilene vinil acetato, poliestere isotropico, tessuto di cotone, colla e inchiostro dalla Cina. Il progetto ha ricevuto un notevole input accademico grazie alla collaborazione con ricercatori della Loughborough University, nel Regno Unito.
Sebbene progettato con l'intenzione di rendere il gioco più spettacolare e favorire i giocatori più tecnici, lo Jabulani sembra aver indotto l'effetto contrario sui campi del mondiale, come testimoniato da alcune circostanze: il crollo verticale della media gol (appena 1.56 gol a partita dopo la prima giornata della fase a gironi, contro le medie di 2.25, 2.87 e 2.43 delle tre precedenti manifestazioni); le palesi difficoltà di calibrare le traiettorie della palla, soprattutto per quanto riguarda i cambi di gioco e i tiri da fuori area, che risultano sistematicamente lunghi o alti; l'assoluta prevalenza dei gol scaturiti da calcio piazzato o da errore difensivo rispetto a quelli scaturiti da azione offensiva in fraseggio.
|                                          | Standard FIFA  | Jabulani      |
| ---------------------------------------- | -------------- | ------------- |
| Circonferenza                            | 69,0 ± 0,5 cm  | 69,0 ± 0,2 cm |
| Alterazione del diametro                 | ≤ 1,5 %        | ≤ 1,0 %       |
| Aumento di peso per assorbimento d'acqua | ≤ 10 %         | 0 %           |
| Peso                                     | 432,5 ± 12,5 g | 440,0 ± 0,2 g |
| Uniformità quota di rimbalzo             | ≤ 10 cm        | ≤ 6 cm        |
| Perdita di pressione                     | ≤ 20 %         | ≤ 10 %        |

### Decorazione
Il pallone, presentato ufficialmente a Città del Capo il 4 dicembre 2009, ha quattro elementi di design triangolare su uno sfondo bianco e presenta undici colori differenti, utilizzati in rappresentanza degli undici giocatori in una squadra di calcio e delle undici lingue ufficiali del Sudafrica, mentre il nome Jabulani significa "esultare" nella lingua zulu.

## Varianti
In occasione della finale tra Paesi Bassi e Spagna venne realizzata una versione con la decorazione dorata chiamata Jo'bulani. Il nome del pallone è ispirato alla città di Johannesburg, sede della finale, che è spesso soprannominata "Jo'burg". Questo è il secondo pallone dedicato appositamente ad una finale di Coppa del Mondo, dopo quello prodotto in occasione della finale dei Mondiali 2006. Una seconda versione, detta Angola Jabulani, venne utilizzata come pallone ufficiale della Coppa d'Africa 2010 in Angola. La decorazione della pallone era gialla, rossa e nera, richiamando i colori della bandiera dell'Angola. Una terza versione, Speedcell, venne impiegata come pallone ufficiale del campionato mondiale femminile di calcio 2011 in Germania.

Jabulani e Spedcell vennero utilizzati, rispettivamente, come palloni ufficiali delle edizioni 2009 e 2010 della coppa del mondo per club FIFA. Una variante di quest'ultimo venne utilizzata per la Primera División argentina 2010-2011, mentre altre varianti vennero impiegate nel corso delle edizioni 2010 e 2011 della Major League Soccer, delle edizioni 2010 e 2011 della J.League e per la UEFA Europa League 2010-2011, mentre per l'edizione successiva, nonostante il template della decorazione fosse simile, il modello era basato sul nuovo Tango 12.

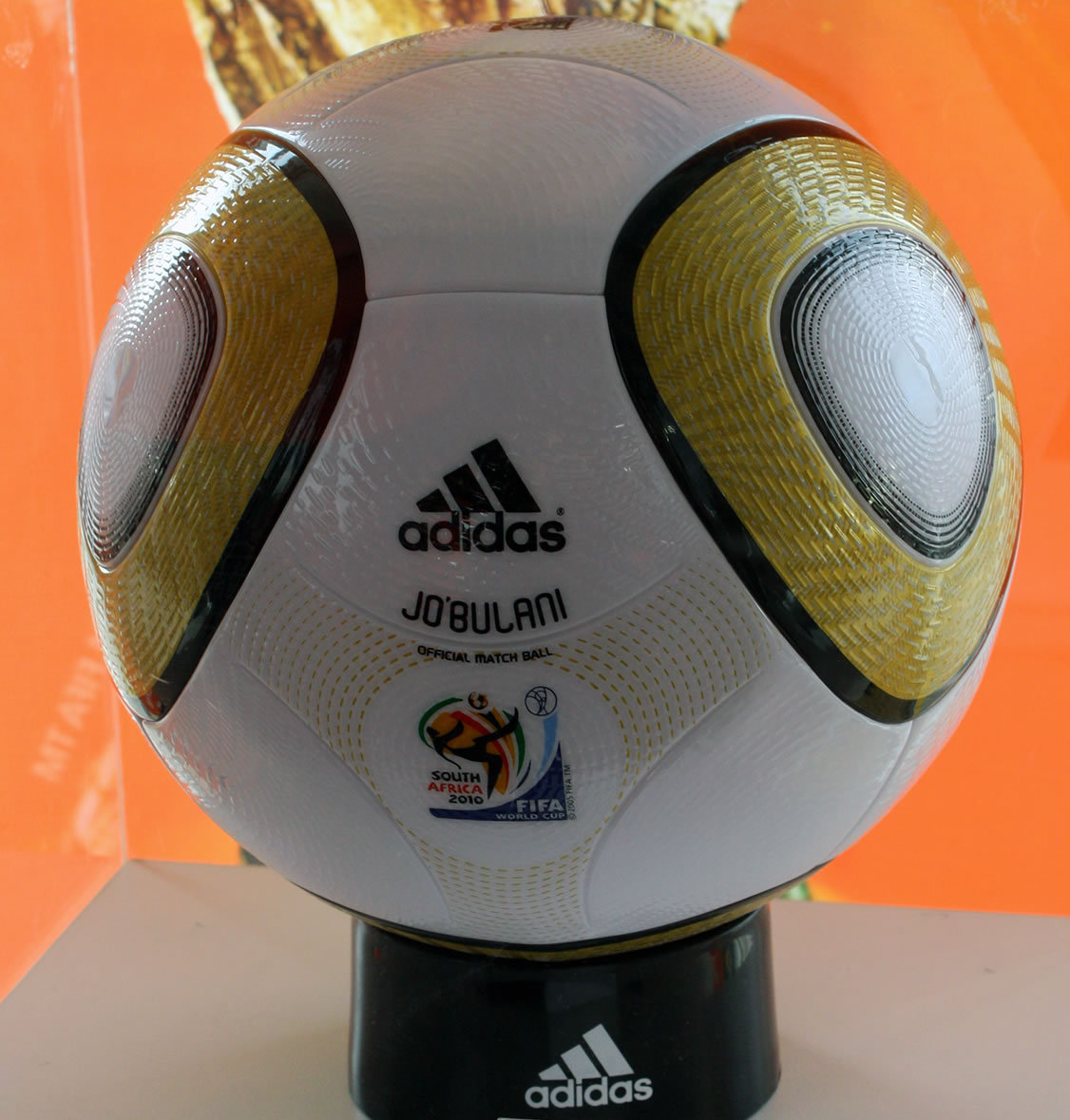
Jo'bulani.
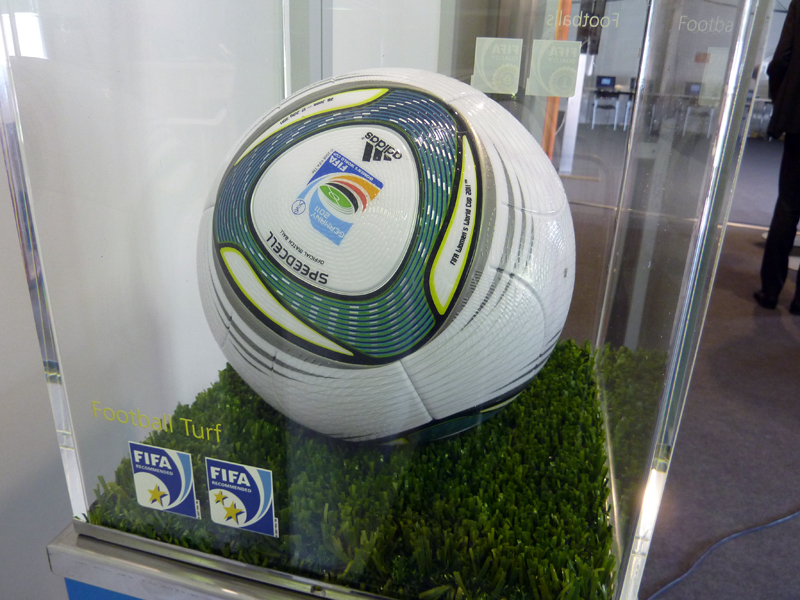
Speedcell.

## Critiche sulla giocabilità

### Pareri avversi

#### Portieri
Il pallone del Mondiale, prodotto dalla Adidas, non ha riscosso successo tra i protagonisti del mondiale sudafricano e a lamentarsi sono stati soprattutto i portieri: da Gianluigi Buffon («Il nuovo modello è assolutamente inadeguato e credo che sia vergognoso far disputare una competizione così importante, alla quale prendono parte tanti campioni, con un pallone del genere»), al campione d'Europa Júlio César («Un pallone da supermercato»), passando per Iker Casillas («È davvero triste il fatto che una competizione così importante come i Mondiali debba essere giocata con un pallone davvero orrendo»). Altre critiche sono arrivate da Federico Marchetti («Quando si studiano i nuovi palloni si consultano sempre i giocatori: ma sempre chi calcia, non chi para. La Fifa dovrebbe mettere in commissione anche un portiere») («Il pallone è il peggiore che si sia visto ai Mondiali»), dal portiere del Cile Claudio Bravo («È stata fatta per danneggiare i portieri») e dal portiere della Lazio e dell'Uruguay Fernando Muslera («Il peggior pallone con cui abbia mai giocato»).

#### Attaccanti
Forti critiche, però, sono piovute anche dagli attaccanti: «È difficile anche per noi – spiegò l'attaccante dell'Italia Giampaolo Pazzini – perché se arriva un cross e tu calibri il colpo di testa, poi il pallone scarta e rischi il liscio. Per me è un disastro».

#### Commissari tecnici
Perplessità sono state avanzate anche dal ct dell'Italia Marcello Lippi, dall'olandese Bert van Marwijk e dal danese Morten Olsen. Dopo la gara d'esordio della sua nazionale il ct della Costa d'Avorio Sven-Göran Eriksson ha confermato le palesi anomalie di traiettoria generate dallo Jabulani, segnalando alla FIFA l'opportunità di ritornare su una scelta così discussa. Il ct dell'Inghilterra Fabio Capello ha sostenuto che lo Jabulani è il peggior pallone con cui abbia mai lavorato. Il ct argentino Diego Armando Maradona è stato esplicito nel correlare la diminuzione della media gol alla scarsa giocabilità offerta dallo Jabulani.

### Pareri favorevoli
Fra i favorevoli al pallone si sono espressi alcuni giocatori (sponsorizzati dall'Adidas), come lo spagnolo Álvaro Arbeloa ("il pallone è rotondo, come sempre"), il tedesco Michael Ballack ("è fantastico, la palla fa esattamente ciò che voglio") e il brasiliano Kaká, che ha dichiarato: "per me il contatto con il pallone è tutto, e con il Jabulani è semplicemente splendido".

### Stampa
Il quotidiano britannico The Guardian e il blog The Half-time Whistle hanno ipotizzato che lo Jabulani potrebbe essere responsabile del drastico calo della media gol ai mondiali del 2010. Secondo entrambi gli articoli, le caratteristiche del pallone, combinate all'altitudine elevata di molte città sudafricane, influirebbero negativamente sull'efficacia e sulla precisione del controllo di palla, dei cambi di gioco e dei tiri da fuori area.